# 芸術断想
『芸術断想』（げいじゅつだんそう）は、三島由紀夫の評論・随筆。三島が鑑賞した能、歌舞伎、戯曲、映画、オペラ、バレエなどの様々な評論と、それにまつわる芸術論を綴った随筆である。時にはその鋭い美的鑑賞眼で、俳優の演技や演出について辛辣に批評している。最後の章では、劇場めぐりをつづける観客および劇評家の心境として、安楽な椅子に座り最上の待遇にもかかわらず、〈示されるもの、見せられるもの〉を見るというその受動的な状況に、人間の本来の在り方から反する不自然さを感受し、〈観客〉などと十把一からげに呼称される〈芸術の享受者〉の立場の中には〈何か永遠に屈辱的なもの〉があると随想している。

## 発表経過
1963年（昭和38年）、雑誌『芸術生活』8月号から翌1964年（昭和39年）5月号まで連載された。単行本はその翌年の1965年（昭和40年）8月20日に、集英社より『目――ある芸術断想』として刊行された。

## 内容
10の章に分けられ、舞台や映画の感想や批評、それに伴う芸術論や随想が断片的に綴られてゆく。
舞台のさまざま
銕仙会の能『大原御幸』と『竜田』（シテ方：観世銕之丞）、パリ・オペラ座のバレエ『フェードル』（原作：ラシーヌ。台本・装置・衣裳：コクトー）、文学座アトリエ公演『女中たち』（原作：ジャン・ジュネ）、『三原色』（原作：三島由紀夫。演出：堂本正樹）
猿翁のことども
ディエス・デル・コラール著『ヨーロッパの略奪』、猿翁の演技について、戯曲『トスカ』（原作：サルドゥ。潤色：三島由紀夫。主演：杉村春子）、短編小説について、映画『鳥』（監督：ヒッチコック）、能『俊寛』（シテ方：観世静夫）、
詩情を感じた「蜜の味」
オペラ『美濃子』執筆について、東宝劇団の『桑名屋徳蔵入舟噺』（原作：並木正三。演出：郡司正勝。装置：高根宏治）、銕仙会の能『敦盛』（シテ方：山本真義）、映画『蜜の味』（監督：トニー・リチャードソン）、文楽『妹背山』
群集劇の宿命
芸術上の想像力について、文学座アトリエ公演『調理場』（原作：ウェスカー。演出：木村光一）、歌舞伎『楼門』、エドワード・アルビーの戯曲『ヴァージニア・ウルフなんかこわくない』、日生劇場見学
期待と失望
『鹿鳴館』（原作：三島由紀夫。出演：水谷八重子）、俳優論、歌舞伎『千本桜』（主演：松緑）、二科展鑑賞、ボクシング世界フライ級選手権試合（海老原vs.ポーン）観戦
三流の知性
ベルリン・オペラ『トリスタンとイゾルデ』（原作：ワーグナー。演出：ヴィーラント・ワグナー）、オペラ『フィデリオ』（原作：ベートーヴェン。演出：ゼルナー）、銕仙会の能『朝長』（シテ方：観世銕之丞）、サンケイホールでの丸山明宏リサイタル、ニーチェ著『ニーチェ対ワグナー』
モニュメンタルな演技
歌舞伎『先代萩』、歌舞伎『京鹿子娘道成寺』、民芸公演『夏の日、突然に』（原作：テネシー・ウィリアムズ）、喜びの琴事件について
英雄の病理学
映画『アラビアのロレンス』（監督：デヴィッド・リーン）、サンケイホールでのホセ・リモン舞踊団の公演（『パッサカリアとフーガ・ハ短調』、『皇帝ジョーンズ』、『コンチェルト・グロッソ・ニ短調』、『ミサ・ブレヴィス』）、歌舞伎『忠臣蔵六段目』（主演：市川猿之助）、銕仙会の能『野宮』（シテ方：観世静夫）
憤りの詩心
映画『おかしなおかしなおかしな世界』（監督：スタンリー・クレイマー）、日生劇場での武智歌舞伎公演『勧進帳』（演出：武智鉄二）、能『翁』と『石橋』、浅野晃の詩集『寒色』、日本の舞台装置について、プロデューサー・システムについて
劇中の中の「自然」
スタニスラフスキー著『俳優修業』と演出家論、『リチャード三世』（原作：シェイクスピア。演出：福田恆存）、歌舞伎『弁天小僧』、オペラ『ロング・クリスマス・ディナー』（原作：ヒンデミット。演出：松浦竹夫）、観劇めぐりをつづけるニヒリズムについて
三島由紀夫は、刊行本に際しての「あとがき」で、以下のように述べている。

## 評価・研究
『芸術断想』は様々な三島由紀夫の芸術批評が展開されているが、そこには「心理的な間というもののない能に対して、悪しき心理主義、浅薄な心理主義の浸潤をゆるしてしまった歌舞伎への怨嗟」が基調になっていると今村忠純は解説している。
また今村は、三島がオペラ台本を書く上での台詞（劇）と音楽のバランスを説いて、〈論理的必然性は劇文学を成立させる最低の条件であるが、よい戯曲はこれに加へるに、この必然性を乗り超えた「自由と運命との高度の結びつき」を高鳴らせ〉ることにあると、ドラマの意味を考察しているところに触れて、こういった三島の視点が、「舞踊的要素と劇的要素との矛盾対立の瞬間に表れる能の楽劇としての感興」を洞察する三島の考察とも照応していると説明している。
三島を、「芸術と命のやりとりをしていた時代の、最後の巨人」だったと評する田中美代子は、「さりげない交友録や多彩な芸術論に托して、（三島が）つねに血肉の言葉を語っている」と考察し、6章「三流の知性」でワーグナーについて言及している箇所も、「これほど痛切に、複雑な彼自身を解析し、告白したことはなかった」として、「彼（三島）にとって芸術とは、ついに身を滅ぼさずにはやまぬあらたかな媚薬なのであり、つまるところ彼自身が媚薬でした」と解説している。そして8章「英雄の病理学」で、『野宮』の捨てられた女の悲哀を舞う六条御息所について三島が語っている一節を引きながら、以下のように解説している。

## おもな収録刊行本

### 単行本
- 『目――ある芸術断想』（集英社、1965年8月20日） NCID BN09601151
  - 装幀：伊藤アキラ。紙装。貼函。灰色帯と青色帯の二種。帯に「『目』と私」と題して「あとがき」より抜粋。191頁
  - 収録作品：
    - ［第一部］ 「芸術断想」
    - ［第二部 PLAYBILLS］ 「“只ほど高いものはない”と“葵上”」「武智版“綾の鼓”」「卒塔婆小町」「鹿鳴館」「薔薇と海賊」「女は占領されない」「若人よ蘇れ」「“熱帯樹”のなりたち」「わが夢の“サロメ”」「十日の菊」「黒蜥蜴」「プロゼルピーナ」「トスカ」「喜びの琴」「恋の帆影」「あとがき」

  - 本文中、舞台、映画写真41葉（撮影：大田英之、剣持加津夫、山本善之助、吉越立雄）。巻末に「三島由紀夫戯曲一覧」あり。
  - ※ 集英社本社移転で二種の初版がある。
- 文庫版『芸術断想――三島由紀夫のエッセイ4』（ちくま文庫、1995年8月24日） 
  - 装幀：安野光雅。カバー装画：山本容子。カバーデザイン：渡辺和雄
  - 解説：田中美代子「観客の恍惚と不安」
  - 収録作品：
    - 「芸術断想」「あとがき（『目――ある芸術断想』）」「盛りあがりのすばらしさ」「ベラフォンテ讃」「迫力ある『ウエストサイド物語』――初日を見て」「篠山紀信論」「序（矢頭保写真集『裸祭り』）」「ポップコーンの心霊術――横尾忠則論」「映画『双頭の鷲』について」「私の洋画経歴」「『地上より永遠に』評」「荒唐無稽」「『浮気は巴里で』」「映画の中の思春期」「『情事の終り』10の指摘」「みずみずしい生命力」「『お茶と同情』の映画化」「ディーンとブロードウェイ」「製作意図及び経過（『憂国 映画版』）」「加藤道夫氏のこと」「楽屋で書かれた演劇論」「カブキ・新劇・アメリカ演劇」「近松ばやり私観」「六世中村歌右衛門序説」「地獄のオルフェウス」「テネシー・ウィリアムズのこと」「ジャン・コクトオと映画」「稽古場のコクトオ」「ジャン・コクトオの遺言劇――映画『オルフェの遺言』」「軽金属の天使」「コクトーの死」「世界前衛映画祭を見て――傑作・コクトオの『詩人の血』」

### 全集
- 『三島由紀夫全集31巻（評論VII）』（新潮社、1975年11月25日）
  - 装幀：杉山寧。四六判。背革紙継ぎ装。貼函。
  - 月報：島崎博「『三島由紀夫書誌』回想」。《評伝・三島由紀夫31》佐伯彰一「三島由紀夫以前（その7）」。《三島由紀夫論6》田中美代子「『書き手』の伝記」。
  - 収録作品：昭和38年5月から昭和40年4月の評論101篇。
  - ※ 同一内容で豪華限定版（装幀：杉山寧。総革装。天金。緑革貼函。段ボール夫婦外函。A5変型版。本文2色刷）が1,000部あり。
- 『決定版 三島由紀夫全集32巻・評論7』（新潮社、2003年7月10日）
  - 装幀：新潮社装幀室。装画：柄澤齊。四六判。貼函。布クロス装。丸背。箔押し2色。
  - 月報：戌井一郎「三島さんとの十年」。持丸博「楯の会と論争ジャーナル」。［思想の航海術7］田中美代子「『ロマンチックの病ひ』について」
  - 収録作品：昭和37年1月から昭和39年3月まで（連載物は初回が）の評論148篇。「終末観と文学」「現代史としての小説」「第一の性」「私の遍歴時代」「林房雄論」「小説家の息子」「芸術断想」ほか